# 郝如玉
郝如玉（1948年—），北京市人，汉族，中华人民共和国政治人物、第十二届全国人民代表大会海南地区代表。
毕业于财政专业中央财政金融学院。2008年，担任十一届全国人大常委会委员、全国人大财政经济委员会副主任委员，首都经济贸易大学副校长，中国注册税务师协会副会长。